# Neobisium anatolicum
Neobisium anatolicum es una especie de arácnido del orden Pseudoscorpionida de la familia Neobisiidae.

## Distribución geográfica
Se encuentra en el oeste de Asia.